# Música de l'Índia
La música de l'Índia inclou múltiples varietats de música folk i música pop, a més de la música clàssica: música carnàtica i música hindustànica. La tradició musical de l'índia s'allarga uns milers d'anys, i desenvolupada a través de diferents eres, es manté com a font d'inspiració religiosa, expressió cultural i entreteniment.